# Persone di nome Gabriele
| Questa pagina contiene informazioni ricavate automaticamente dalle voci biografiche con l'ausilio del template Bio e di un bot. L'aggiornamento è periodico e automatico e ricostruisce completamente la pagina. Se manca una persona in questa lista, sei pregato di non aggiungerla, ma accertati piuttosto che la sua voce biografica contenga il template Bio e che i dati anagrafici siano correttamente compilati. Se il template Bio manca, inseriscilo tu stesso o, in alternativa, metti l'avviso {{tmp\|Bio}} che ne segnala la mancanza. Se i dati riportati sono sbagliati, correggi direttamente la voce biografica; le modifiche saranno visibili in questa lista entro pochi giorni. Per chiarimenti vedi il progetto antroponimi. La lista contiene solo le 402 persone che sono citate nell'enciclopedia e per le quali è stato implementato correttamente il template Bio. Pagina aggiornata al 6 ago 2025. |

Questa è una lista di persone presenti nell'enciclopedia che hanno il nome Gabriele, suddivise per attività principale.

## Abati(1)
- Gabriele di Saluzzo, abate e marchese italiano (Saluzzo, n. 1501 - Pinerolo, † 1548)

## Agronomi(1)
- Gabriele Luigi Pecile, agronomo e politico italiano (Fagagna, n. 1826 - Fagagna, † 1902)

## Allenatori di calcio(11)
- Gabriele Aldegani, allenatore di calcio e ex calciatore italiano (Venezia, n. 1976)
- Gabriele Ambrosetti, allenatore di calcio, dirigente sportivo e ex calciatore italiano (Varese, n. 1973)
- Gabriele Bongiorni, allenatore di calcio e ex calciatore italiano (Chignolo Po, n. 1959)
- Gabriele Cioffi, allenatore di calcio e ex calciatore italiano (Firenze, n. 1975)
- Gabriele Geretto, allenatore di calcio italiano (San Stino di Livenza, n. 1952)
- Gabriele Graziani, allenatore di calcio e dirigente sportivo italiano (Torino, n. 1975)
- Gabriele Grossi, allenatore di calcio e ex calciatore italiano (Roma, n. 1972)
- Gabriele Matricciani, allenatore di calcio e ex calciatore italiano (Pineto, n. 1951)
- Gabriele Morganti, allenatore di calcio e ex calciatore italiano (Senigallia, n. 1958)
- Gabriele Pin, allenatore di calcio e ex calciatore italiano (Vittorio Veneto, n. 1962)
- Gabriele Ratti, allenatore di calcio e ex calciatore italiano (Lecco, n. 1955)

## Anglisti(1)
- Gabriele Baldini, anglista, scrittore e traduttore italiano (Roma, n. 1919 - Roma, † 1969)

## Arbitri di calcio(2)
- Gabriele Gava, ex arbitro di calcio italiano (Conegliano, n. 1974)
- Gabriele Rossi, ex arbitro di calcio e allenatore di calcio sammarinese (Rimini, n. 1966)

## Archeologi(3)
- Gabriele Iudica, archeologo e mecenate italiano (Palazzolo Acreide, n. 1760 - Palazzolo Acreide, † 1835)
- Gabriele Marzano, archeologo e avvocato italiano (Monteroni di Lecce, n. 1894 - San Pietro Vernotico, † 1980)
- Gabriele Rossi Osmida, archeologo e scrittore italiano (Venezia, n. 1943 - Romano d'Ezzelino, † 2020)

## Architetti(6)
- Gabriele d'Agnolo, architetto italiano (Napoli - Napoli, † 1510)
- Gabriele Busca, architetto e ingegnere militare italiano (Pavia - Milano, † 1605)
- Gabriele Gabrieli, architetto svizzero (Roveredo, n. 1671 - Eichstätt, † 1747)
- Gabriele Mucchi, architetto e pittore italiano (Torino, n. 1899 - Milano, † 2002)
- Gabriele Tagliaventi, architetto e urbanista italiano (Bologna, n. 1960)
- Gabriele Valvassori, architetto italiano (Roma, n. 1683 - Roma, † 1761)

## Arcivescovi cattolici(7)
- Gabriele Giordano Caccia, arcivescovo cattolico italiano (Milano, n. 1958)
- Gabriele Maria Di Blasi e Gambacorta, arcivescovo cattolico e teologo italiano (Palermo, n. 1712 - Messina, † 1767)
- Gabriele Maria Gravina, arcivescovo cattolico italiano (Montevago, n. 1753 - Napoli, † 1840)
- Gabriele Hawa, arcivescovo cattolico siriano (Aleppo, n. 1668 - Roma, † 1752)
- Gabriele Mascioli, arcivescovo cattolico italiano (Ancona - Roma, † 1534)
- Gabriele Sforza, arcivescovo cattolico italiano (Aversa, n. 1423 - Milano, † 1457)
- Gabriele Vettori, arcivescovo cattolico italiano (Fibbiana, n. 1869 - Stazzema, † 1947)

## Arcivescovi cristiani orientali(1)
- Gabriele di Alessandria, arcivescovo cristiano orientale egiziano (Egitto - † 920)

## Arcivescovi ortodossi(4)
- Gabriele I di Costantinopoli, arcivescovo ortodosso greco (Costantinopoli, † 1596)
- Gabriele II di Costantinopoli, arcivescovo ortodosso greco (Bursa, † 1659)
- Gabriele III di Costantinopoli, arcivescovo ortodosso greco (Smirne - Costantinopoli, † 1707)
- Gabriele IV di Costantinopoli, arcivescovo ortodosso greco (Smirne - † 1785)

## Arrampicatori(1)
- Gabriele Moroni, arrampicatore italiano (Galliate, n. 1987)

## Artisti(2)
- Gabriele Amadori, artista, scenografo e regista italiano (Ferrara, n. 1945 - Milano, † 2015)
- Gabriele Picco, artista italiano (Brescia, n. 1974)

## Artisti marziali(1)
- Gabriele Casella, artista marziale italiano (Roma, n. 1994)

## Astrofisici(1)
- Gabriele Ghisellini, astrofisico, divulgatore scientifico e saggista italiano (Sustinente, n. 1956)

## Astronomi(1)
- Gabriele Cattani, astronomo italiano

## Attivisti(1)
- Gabriele Piazzoni, attivista italiano (Crema, n. 1984)

## Attori(11)
- Gabriele Antonini, attore cinematografico e attore teatrale italiano (Roma, n. 1938 - Roma, † 2018)
- Gabriele Bocciarelli, attore cinematografico italiano (Siena, n. 1980)
- Gabriele Caprio, attore e doppiatore italiano (Roma, n. 2004)
- Gabriele Carbotti, attore, sceneggiatore e conduttore televisivo italiano (Roma, n. 1983)
- Gabriele Carrara, attore e doppiatore italiano (Rapallo, n. 1954)
- Gabriellino D'Annunzio, attore e regista italiano (Roma, n. 1886 - Roma, † 1945)
- Gabriele Greco, attore, regista e produttore cinematografico italiano (Messina, n. 1976)
- Gabriele Lavia, attore, regista e doppiatore italiano (Milano, n. 1942)
- Gabriele Panzanini, attore italiano (Bologna)
- Gabriele Rossi, attore e ballerino italiano (Alatri, n. 1988)
- Gabriele Tinti, attore italiano (Molinella, n. 1932 - Roma, † 1991)

## Autori di giochi(1)
- Gabriele Mari, autore di giochi, educatore e scrittore italiano (Ravenna, n. 1973)

## Avvocati(1)
- Gabriele Amico Valenti, avvocato e politico italiano (Montedoro, n. 1899 - Caltanissetta, † 1957)

## Baritoni(1)
- Gabriele Nani, baritono italiano (Bergamo, n. 1979)

## Bassisti(1)
- Gabriele Greco, bassista, contrabbassista e pianista italiano (Roma, n. 1984)

## Batteristi(1)
- Bila Copellini, batterista italiano (Novellara, n. 1943)

## Bibliotecari(1)
- Gabriele Briganti, bibliotecario italiano (Ripafratta, n. 1874 - Lucca, † 1945)

## Botanici(2)
- Gabriele Brunelli, botanico e naturalista italiano (Bologna, n. 1728 - † 1797)
- Luigi Montemartini, botanico e politico italiano (Montù Beccaria, n. 1869 - Pavia, † 1952)

## Calciatori(26)
- Gabriele Andena, ex calciatore italiano (Milano, n. 1947)
- Gabriele Angella, calciatore italiano (Firenze, n. 1989)
- Gabriele Baraldi, ex calciatore e allenatore di calcio italiano (Busto Arsizio, n. 1969)
- Gabriele Bolognesi, ex calciatore italiano (Formignana, n. 1949)
- Gabriele Cantagallo, ex calciatore italiano (Pescara, n. 1943)
- Gabriele Corbo, calciatore italiano (Napoli, n. 2000)
- Gabriele De Toni, ex calciatore italiano (Sandrigo, n. 1933)
- Gabriele Ferrarini, calciatore italiano (La Spezia, n. 2000)
- Gabriele Genghini, ex calciatore sammarinese (n. 1990)
- Gabriele Gilardoni, calciatore svizzero (n. 1903 - Lugano, † 1996)
- Gabriele Gori, calciatore italiano (Firenze, n. 1999)
- Gabriele Guizzo, calciatore italiano (Volpago del Montello, n. 1942 - Volpago del Montello, † 2020)
- Gabriele Locatelli, calciatore italiano
- Gabriele Matanisiga, calciatore figiano (n. 1995)
- Gabriele Moncini, calciatore italiano (Pistoia, n. 1996)
- Gabriele Paoletti, ex calciatore italiano (Roma, n. 1978)
- Gabriele Paonessa, ex calciatore italiano (Bologna, n. 1987)
- Gabriele Perico, ex calciatore italiano (Bergamo, n. 1984)
- Gabriele Piampiani, ex calciatore italiano (Montopoli in Val d'Arno, n. 1948)
- Gabriele Piccinini, calciatore italiano (Scandiano, n. 2001)
- Gabriele Podavini, ex calciatore e allenatore di calcio italiano (Gavardo, n. 1955)
- Gabriele Rolando, calciatore italiano (Genova, n. 1995)
- Gabriele Savino, ex calciatore italiano (Vercelli, n. 1960)
- Gabriele Scappi, ex calciatore italiano (Reggiolo, n. 1939)
- Gabriele Zagati, ex calciatore italiano (Adria, n. 1971)
- Gabriele Zappa, calciatore italiano (Monza, n. 1999)

## Canoisti(1)
- Gabriele Casadei, canoista italiano (Ivrea, n. 2002)

## Canottiere(2)
- Gabriele Kühn, ex canottiera tedesca (Dresda, n. 1957)
- Gabriele Mehl, ex canottiera tedesca (Hagenbach, n. 1967)

## Cantanti(2)
- Nena, cantante tedesca (Hagen, n. 1960)
- Gabriele Vanorio, cantante italiano (Napoli, n. 1922 - Napoli, † 1969)

## Cardinali(6)
- Gabriele Ferretti, cardinale italiano (Ancona, n. 1795 - Roma, † 1860)
- Gabriele Filippucci, cardinale italiano (Macerata, n. 1631 - Roma, † 1706)
- Gabriele de' Gabrielli, cardinale e vescovo cattolico italiano (Fano, n. 1445 - Roma, † 1511)
- Gabriele Paleotti, cardinale e giurista italiano (Bologna, n. 1522 - Roma, † 1597)
- Gabriele Rangone, cardinale e arcivescovo cattolico italiano (Chiari, n. 1410 - Roma, † 1486)
- Gabriele della Genga Sermattei, cardinale e arcivescovo cattolico italiano (Assisi, n. 1801 - Roma, † 1861)

## Cestiste(2)
- Gabriele Neumann, ex cestista tedesca (Hagen, n. 1963)
- Gabriele Schaal, ex cestista tedesca (n. 1944)

## Cestisti(6)
- Gabriele Benetti, cestista italiano (Vicenza, n. 1995)
- Gabriele Ganeto, ex cestista italiano (Torino, n. 1987)
- Gabriele Procida, cestista italiano (Como, n. 2002)
- Gabriele Spizzichini, cestista italiano (Roma, n. 1992)
- Gabriele Stefanini, cestista italiano (Bologna, n. 1999)
- Gabriele Vianello, ex cestista italiano (Venezia, n. 1938)

## Chitarristi(1)
- Gabriele Fersini, chitarrista e cantante italiano (Milano, n. 1970)

## Ciclisti su strada(3)
- Gabriele Bosisio, ex ciclista su strada italiano (Milano, n. 1980)
- Gabriele Colombo, ex ciclista su strada italiano (Varese, n. 1972)
- Gabriele Landoni, ex ciclista su strada italiano (Cislago, n. 1953)

## Clarinettisti(1)
- Gabriele Mirabassi, clarinettista italiano (Perugia, n. 1967)

## Comici(3)
- Gabriele Cirilli, comico, cabarettista e attore italiano (Sulmona, n. 1967)
- Dado, comico, cabarettista e cantante italiano (Roma, n. 1973)
- Gabriele Vagnato, comico e conduttore televisivo italiano (Asti, n. 2001)

## Compositori(4)
- Gabriele Bianchi, compositore italiano (Verona, n. 1901 - Mirano, † 1974)
- Gabriele Ciampi, compositore e direttore d'orchestra italiano (Roma, n. 1976)
- Gabriele Fallamero, compositore e liutista italiano (Alessandria)
- Gabriele Roberto, compositore italiano (Cuneo, n. 1972)

## Condottieri(1)
- Gabrio Serbelloni, condottiero italiano (Milano, n. 1508 - Milano, † 1580)

## Conduttori radiofonici(2)
- Gabriele Brocani, conduttore radiofonico italiano (Latina, n. 1968)
- Conte Galè, conduttore radiofonico italiano (Bologna)

## Contrabbassisti(1)
- Gabriele Ragghianti, contrabbassista italiano (Lucca, n. 1965)

## Critiche letterarie(1)
- Gabriele Kuby, critica letteraria tedesca (n. 1944)

## Critici letterari(1)
- Gabriele Pedullà, critico letterario, critico cinematografico e saggista italiano (Roma, n. 1972)

## Cuochi(1)
- Gabriele Rubini, cuoco e personaggio televisivo italiano (Frascati, n. 1983)

## Designer(1)
- Gabriele Devecchi, designer, architetto e orafo italiano (Milano, n. 1938 - Milano, † 2011)

## Direttori artistici(1)
- Gabriele Lucci, direttore artistico e scrittore italiano (L'Aquila, n. 1950)

## Direttori d'orchestra(2)
- Gabriele Ferro, direttore d'orchestra italiano (Pescara, n. 1937)
- Gabriele Santini, direttore d'orchestra italiano (Perugia, n. 1886 - Roma, † 1964)

## Dirigenti d'azienda(2)
- Gabriele Burgio, manager italiano (Firenze, n. 1954)
- Gabriele Galateri di Genola, dirigente d'azienda e banchiere italiano (Roma, n. 1947)

## Dirigenti sportivi(9)
- Gabriele Balducci, dirigente sportivo e ex ciclista su strada italiano (Pontedera, n. 1975)
- Gabriele Barbaro, dirigente sportivo e ex mezzofondista italiano (Treviso, n. 1950)
- Gabriele Gravina, dirigente sportivo e banchiere italiano (Castellaneta, n. 1953)
- Gabriele Martino, dirigente sportivo italiano (Reggio Calabria, n. 1951)
- Gabriele Messina, dirigente sportivo, allenatore di calcio e ex calciatore italiano (Crotone, n. 1956)
- Gabriele Missaglia, dirigente sportivo e ex ciclista su strada italiano (Inzago, n. 1970)
- Gabriele Oriali, dirigente sportivo e ex calciatore italiano (Como, n. 1952)
- Gabriele Valentini, dirigente sportivo e ex calciatore italiano (Cesena, n. 1952)
- Gabriele Zamagna, dirigente sportivo, allenatore di calcio e ex calciatore italiano (Rimini, n. 1963)

## Disc jockey(3)
- Gabriele Cerlini, disc jockey e produttore discografico italiano (Reggio Emilia, n. 1970)
- Gabry Ponte, disc jockey, produttore discografico e conduttore radiofonico italiano (Torino, n. 1973)
- Lele Sacchi, disc jockey, produttore discografico e conduttore radiofonico italiano

## Discobole(2)
- Gabriele Hinzmann, ex discobola tedesca (Schwerin, n. 1947)
- Gabriele Reinsch, ex discobola e pesista tedesca (Cottbus, n. 1963)

## Dogi(1)
- Gabriele Adorno, doge (Genova, n. 1320 - † 1383)

## Doppiatori(4)
- Gabriele Calindri, doppiatore, dialoghista e direttore del doppiaggio italiano (Milano, n. 1960)
- Gabriele Lopez, doppiatore, direttore del doppiaggio e musicista italiano (Roma, n. 1978)
- Gabriele Patriarca, doppiatore, direttore del doppiaggio e dialoghista italiano (Roma, n. 1988)
- Gabriele Sabatini, doppiatore italiano (Roma, n. 1979)

## Drammaturghi(1)
- Gabriele Di Luca, drammaturgo, regista teatrale e attore italiano (Pesaro, n. 1981)

## Ebanisti(1)
- Gabriele Capello, ebanista italiano (Moncalvo, n. 1806 - Torino, † 1877)

## Economisti(1)
- Gabriele Morello, economista e saggista italiano (Palermo, n. 1928 - Palermo, † 2024)

## Filosofi(2)
- Gabriele Giannantoni, filosofo e politico italiano (Perugia, n. 1932 - Roma, † 1998)
- Gabriele Valle, filosofo e linguista peruviano (Lima, n. 1968)

## Fisici(1)
- Gabriele Veneziano, fisico italiano (Firenze, n. 1942)

## Fondiste(1)
- Gabriele Heß, ex fondista tedesca (Lipsia, n. 1971)

## Fotoreporter(2)
- Gabriele Micalizzi, fotoreporter italiano (Milano, n. 1984)
- Gabriele Torsello, fotoreporter italiano (Alessano, n. 1970)

## Francescani(1)
- Gabriele Ferretti, francescano italiano (Ancona, n. 1385 - Ancona, † 1456)

## Fumettisti(3)
- Akab, fumettista e regista italiano (Milano, n. 1976 - † 2019)
- Gabriele Dell'Otto, fumettista e illustratore italiano (Roma, n. 1973)
- Gabriele Pennacchioli, fumettista e animatore italiano (Origgio, n. 1961)

## Funzionari(1)
- Gabriele Piermartini, funzionario e politico italiano (Vetralla, n. 1938)

## Generali(5)
- Gabriele Berardi, generale italiano (Sant'Angelo dei Lombardi, n. 1861 - Villesse, † 1915)
- Gabriele Lupini, generale, medico e docente italiano (Roma, n. 1956)
- Gabriele Manthoné, generale e patriota italiano (Pescara, n. 1764 - Napoli, † 1799)
- Gabriele Nasci, generale italiano (Cordignano, n. 1887 - Venezia, † 1947)
- Gabriele Parolari, generale e politico italiano (Bivona, n. 1890 - Roma, † 1949)

## Geografi(1)
- Gabriele Grasso, geografo italiano (Ariano di Puglia, n. 1867 - Messina, † 1908)

## Gesuiti(2)
- Gabriele Lalemant, gesuita e missionario francese (Parigi, n. 1610 - Saint-Ignace, † 1649)
- Gabriele Malagrida, gesuita e missionario italiano (Menaggio, n. 1689 - Lisbona, † 1761)

## Ginnaste(1)
- Gabriele Fähnrich, ex ginnasta tedesca (n. 1969)

## Ginnasti(1)
- Gabriele Targhetta, ginnasta italiano (Monza, n. 2006)

## Giocatori di baseball(1)
- Gabriele Ermini, ex giocatore di baseball italiano (Pelago, n. 1976)

## Giocatori di beach soccer(1)
- Gabriele Gori, giocatore di beach soccer italiano (Viareggio, n. 1987)

## Giocatori di calcio a 5(2)
- Gabriele Caleca, ex giocatore di calcio a 5 italiano (Roma, n. 1970)
- Gabriele Ugherani, giocatore di calcio a 5 italiano (Roma, n. 1994)

## Giornaliste(1)
- Gabriele von Arnim, giornalista, scrittrice e conduttrice televisiva tedesca (Amburgo, n. 1946)

## Giornalisti(7)
- Gabriele Capolino, giornalista e editore italiano (Formia, n. 1961)
- Gabriele Galantara, giornalista e disegnatore italiano (Montelupone, n. 1865 - Roma, † 1937)
- Gabriele La Porta, giornalista, autore televisivo e conduttore televisivo italiano (Roma, n. 1945 - Roma, † 2019)
- Gabriele Nissim, giornalista, saggista e storico italiano (Milano, n. 1950)
- Gabriele Polo, giornalista e scrittore italiano (San Canzian d'Isonzo, n. 1957)
- Gabriele Romagnoli, giornalista, scrittore e sceneggiatore italiano (Bologna, n. 1960)
- Red Ronnie, giornalista, critico musicale e disc jockey italiano (San Pietro in Casale, n. 1951)

## Giuristi(2)
- Gabriele Canelli, giurista italiano (Casalvecchio di Puglia, n. 1879 - Roma, † 1937)
- Gabriele Sessa, giurista italiano (Daverio - Milano)

## Hockeisti su ghiaccio(1)
- Gabriele Villa, ex hockeista su ghiaccio italiano (Varese, n. 1967)

## Imprenditori(4)
- Gabriele Bordonaro, imprenditore e politico italiano (Licata, n. 1834 - Palermo, † 1913)
- Gabriele Giovanni Mazza, imprenditore italiano (Magasa, n. 1851 - Truckee, † 1933)
- Gabriele Rumi, imprenditore italiano (Palazzolo sull'Oglio, n. 1939 - Palazzolo sull'Oglio, † 2001)
- Gabriele Volpi, imprenditore e dirigente sportivo italiano (Recco, n. 1943)

## Ingegneri(3)
- Gabriele Bertazzolo, ingegnere e cartografo italiano (Mantova, n. 1570 - Mantova, † 1626)
- Gabriele Cagliari, ingegnere e dirigente d'azienda italiano (Guastalla, n. 1926 - Milano, † 1993)
- Gabriele Tredozi, ingegnere italiano (Brisighella, n. 1957)

## Islamisti(1)
- Gabriele Mandel, islamista e psicoanalista italiano (Bologna, n. 1924 - Milano, † 2010)

## Letterati(2)
- Gabriele Bombasi, letterato e collezionista d'arte italiano (Reggio nell'Emilia, n. 1531 - Roma, † 1602)
- Gabriele Zinani, letterato, poeta e drammaturgo italiano (Reggio Emilia, n. 1557 - † 1635)

## Magistrati(2)
- Gabriele Pescatore, magistrato italiano (Serino, n. 1916 - Roma, † 2016)
- Gabriele Pincherle, magistrato e politico italiano (Venezia, n. 1851 - Roma, † 1928)

## Matematici(5)
- Gabriele Darbo, matematico italiano (Udine, n. 1921 - Genova, † 2003)
- Gabriele Fergola, matematico italiano (Napoli, n. 1795 - Napoli, † 1845)
- Gabriele Lolli, matematico e logico italiano (Camagna Monferrato, n. 1942 - Torino, † 2025)
- Gabriele Manfredi, matematico italiano (Bologna, n. 1681 - Bologna, † 1761)
- Gabriele Torelli, matematico italiano (Napoli, n. 1849 - Napoli, † 1931)

## Medici(5)
- Gabriele Bagnasco, medico e politico italiano (Vercelli, n. 1953)
- Gabriele Bonomi, medico italiano (Montodine, n. 1927 - Pavia, † 2005)
- Gabriele Dondi dall'Orologio, medico e letterato italiano (Chioggia, n. 1328 - Venezia, † 1383)
- Gabriele Possanner, medico austriaco (Budapest, n. 1860 - Vienna, † 1940)
- Gabriele Zerbi, medico e anatomista italiano (Verona, n. 1445 - Dalmazia, † 1505)

## Mezzofondiste(1)
- Gabe Grunewald, mezzofondista statunitense (Perham, n. 1986 - Minneapolis, † 2019)

## Mezzofondisti(2)
- Gabriele Bizzotto, mezzofondista italiano (Parma, n. 1993)
- Gabriele De Nard, mezzofondista e maratoneta italiano (Belluno, n. 1974)

## Militari(7)
- Gabriele Ferretti di Castelferretto, militare e aviatore italiano (Milano, n. 1920 - Malta, † 1941)
- Gabriele Foschiatti, militare, partigiano e antifascista italiano (Trieste, n. 1889 - Dachau, † 1944)
- Gabriele I di Montgomery, militare francese (Ducey, n. 1530 - Parigi, † 1574)
- Gabriele Pedrinelli, militare e inventore italiano (Napoli, n. 1770 - Caivano, † 1838)
- Gabriele Pepe, militare, patriota e letterato italiano (Civitacampomarano, n. 1779 - Civitacampomarano, † 1849)
- Gabriele Pepe, militare italiano (Civitacampomarano, n. 1896 - Ghemira, † 1941)
- Gabriele Tadino, militare e ingegnere italiano (Martinengo - Venezia, † 1543)

## Mistiche(1)
- Gabriele Bitterlich, mistica austriaca (Vienna, n. 1896 - Silz, † 1978)

## Montatori(1)
- Gabriele De Pasquale, montatore italiano (Bologna, n. 1971)

## Musicisti(3)
- Gabriele Coltri, musicista e compositore italiano
- Gabriele Mario Piozzi, musicista, compositore e tenore italiano (Quinzano d'Oglio, n. 1740 - Tremeirchion, † 1809)
- Gabriele Varano, musicista italiano (Teramo, n. 1933)

## Nobili(16)
- Gabriele Adorno, nobile e generale italiano (Genova, n. 1499 - Napoli, † 1572)
- Gabriele Bethlen, nobile e generale ungherese (Ilia, n. 1580 - Alba Iulia, † 1629)
- Gabriele Casati, nobile, politico e giurista italiano (Milano, n. 1509 - Milano, † 1569)
- Gabriele Dulcetta, nobile, politico e mafioso italiano (Favara, n. 1856 - Agrigento, † 1913)
- Gabriele d'Este, nobile italiano (n. 1673 - † 1734)
- Gabriele Francesco Farnese, nobile e militare italiano (Viterbo, † 1475)
- Gabriele Sfranze, nobile bizantino
- Gabriele Guasco, nobile, politico e condottiero italiano (Alessandria, † 1411)
- Gabriele I Malaspina, nobile italiano (Fosdinovo - Fosdinovo, † 1390)
- Gabriele II Malaspina, nobile italiano (Fosdinovo - Fosdinovo, † 1508)
- Gabriele III Malaspina, nobile italiano (Fosdinovo, n. 1695 - Fosdinovo, † 1758)
- Gabriele Orsini del Balzo, nobile e generale italiano (n. 1404 - Costantinopoli, † 1453)
- Gabriele Verri, nobile, politico e giurista italiano (Milano, n. 1695 - Milano, † 1782)
- Gabriele III da Camino, nobiluomo e politico italiano († 1233)
- Gabriele I da Camino, nobile e militare italiano
- Gabriele II da Camino, nobile e militare italiano (n. 1145 - † 1186)

## Numismatici(1)
- Gabriele Lancillotto Castello, numismatico e antiquario italiano (Palermo, n. 1727 - Palermo, † 1792)

## Nuotatori(2)
- Gabriele Detti, nuotatore italiano (Livorno, n. 1994)
- Gabriele Minak, nuotatore artistico italiano (Imola, n. 2006)

## Nuotatrici(2)
- Gabriele Perthes, ex nuotatrice tedesca orientale (n. 1948)
- Gabriele Wetzko, ex nuotatrice tedesca orientale (Lipsia, n. 1954)

## Ostacoliste(1)
- Gabriele Cunningham, ostacolista statunitense (Charlotte, n. 1998)

## Pallanuotisti(2)
- Gabriele Di Iorio, pallanuotista italiano (Napoli, n. 1983)
- Gabriele Vassallo, pallanuotista italiano (Salerno, n. 1993)

## Pallavolisti(4)
- Gabriele Di Martino, pallavolista italiano (Roma, n. 1997)
- Gabriele Laurenzano, pallavolista italiano (Rossano, n. 2003)
- Gabriele Maruotti, ex pallavolista italiano (Roma, n. 1988)
- Gabriele Nelli, pallavolista italiano (Lucca, n. 1993)

## Patrioti(2)
- Gabriele Camozzi, patriota e politico italiano (Bergamo, n. 1823 - Dalmine, † 1869)
- Gabriele Rosa, patriota e scrittore italiano (Iseo, n. 1812 - Iseo, † 1897)

## Pattinatori artistici su ghiaccio(1)
- Gabriele Frangipani, pattinatore artistico su ghiaccio italiano (Pisa, n. 2001)

## Pattinatrici artistiche su ghiaccio(1)
- Gabriele Seyfert, ex pattinatrice artistica su ghiaccio tedesca (Chemnitz, n. 1948)

## Pattinatrici di velocità su ghiaccio(1)
- Gabi Zange, ex pattinatrice di velocità su ghiaccio tedesca (Crimmitschau, n. 1961)

## Personaggi televisivi(1)
- Gabriele Paolini, personaggio televisivo italiano (Milano, n. 1974)

## Piloti automobilistici(3)
- Gabriele Gardel, pilota automobilistico svizzero (Milano, n. 1977)
- Gabriele Minì, pilota automobilistico italiano (Palermo, n. 2005)
- Gabriele Tarquini, ex pilota automobilistico italiano (Giulianova, n. 1962)

## Piloti motociclistici(4)
- Gabriele Debbia, pilota motociclistico italiano (Sassuolo, n. 1968)
- Gabriele Ferro, pilota motociclistico italiano (Biella, n. 1988)
- Gabriele Gnani, pilota motociclistico italiano (Ravenna, n. 1964)
- Gabriele Ruiu, pilota motociclistico italiano (Roma, n. 2000)

## Pistard(1)
- Gabriele Sella, pistard italiano (Cavarzere, n. 1963 - Fasana Polesine, † 2010)

## Pittori(12)
- Gabriele Bella, pittore italiano (Venezia, n. 1720 - Venezia, † 1799)
- Gabriele Caliari, pittore italiano (Venezia, n. 1568 - Venezia, † 1630)
- Gabriele Capellini, pittore italiano (Ferrara)
- Gabriele Carelli, pittore italiano (Napoli, n. 1820 - Mentone, † 1900)
- Gabriele Castagnola, pittore italiano (Genova, n. 1828 - Firenze, † 1883)
- Gabriele Cena, pittore italiano (Chivasso, n. 1907 - Roma, † 1992)
- Gabriele da Feltre, pittore italiano
- Gabriele Gabrielli, pittore italiano (Livorno, n. 1895 - Livorno, † 1919)
- Gabriele Jagnocco, pittore e scultore italiano (Sezze, n. 1936)
- Gabriele Patriarca, pittore italiano (Roma, n. 1916 - Roma, † 1988)
- Gabriele Ricciardelli, pittore italiano (Napoli - Napoli, † 1780)
- Gabriele Smargiassi, pittore italiano (Vasto, n. 1798 - Napoli, † 1882)

## Pittrici(1)
- Gabriele Münter, pittrice tedesca (Berlino, n. 1877 - Murnau am Staffelsee, † 1962)

## Poeti(5)
- Gabriele Altilio, poeta, vescovo cattolico e umanista italiano (Caggiano, n. 1436 - Policastro, † 1501)
- Gabriele Dara Junior, poeta e politico italiano (Palazzo Adriano, n. 1826 - Porto Empedocle, † 1885)
- Gabriele Frasca, poeta, scrittore e traduttore italiano (Napoli, n. 1957)
- Gabriele Rossetti, poeta, critico letterario e patriota italiano (Vasto, n. 1783 - Londra, † 1854)
- Gabriele Tinti, poeta, scrittore e critico d'arte italiano (Jesi, n. 1979)

## Politiche(1)
- Gabriele Zimmer, politica tedesca (Berlino Est, n. 1955)

## Politici(23)
- Gabriele Adinolfi, politico, giornalista e scrittore italiano (Roma, n. 1954)
- Gabriele Albertini, politico e imprenditore italiano (Milano, n. 1950)
- Gabriele Albonetti, politico italiano (Faenza, n. 1951)
- Gabriele Biello, politico italiano (Isernia, n. 1931)
- Gabriele Boscetto, politico e avvocato italiano (Como, n. 1944 - Sanremo, † 2021)
- Gabriele Cimadoro, politico italiano (Palazzago, n. 1951)
- Gabriele Criscuoli, politico e medico italiano (Sant'Angelo dei Lombardi, n. 1912 - Napoli, † 1972)
- Gabriele Frigato, politico italiano (Rovigo, n. 1960)
- Gabriele di Melitene, politico armeno (n. 1055 - † 1103)
- Gabriele Gatti, politico sammarinese (Città di San Marino, n. 1953)
- Gabriele Gendotti, politico e avvocato svizzero (Faido, n. 1954)
- Gabriele Invernizzi, politico e partigiano italiano (Lecco, n. 1913 - Como, † 1997)
- Gabriele Jannelli, politico italiano (Brienza, n. 1892 - Roma, † 1956)
- Gabriele Lanzi, politico italiano (Sassuolo, n. 1957)
- Gabriele Malaspina, politico italiano (Verrucola - † 1289)
- Gabriele Melogli, politico italiano (Isernia, n. 1946)
- Gabriele Ostinelli, politico italiano (Como, n. 1943)
- Gabriele Pagliuzzi, politico italiano (Torino, n. 1948)
- Gabriele Panizzi, politico italiano (Terracina, n. 1937)
- Gabriele Salerno, politico italiano (Torino, n. 1947)
- Gabriele Sboarina, politico italiano (Verona, n. 1935)
- Gabriele Semeraro, politico italiano (Castellaneta, n. 1912 - † 1994)
- Gabriele Toccafondi, politico italiano (Firenze, n. 1972)

## Predicatori(2)
- Gabriele Fiamma, predicatore, teologo e letterato italiano (Venezia, n. 1533 - Chioggia, † 1585)
- Gabriele da Barletta, predicatore e oratore italiano (Barletta)

## Presbiteri(5)
- Gabriele Adani, presbitero, giornalista e saggista italiano (Zocca, n. 1927 - Bologna, † 1993)
- Gabriele Allegra, presbitero, francescano e biblista italiano (San Giovanni la Punta, n. 1907 - Hong Kong, † 1976)
- Gabriele Amorth, presbitero, scrittore e partigiano italiano (Modena, n. 1925 - Roma, † 2016)
- Gabriele Iannelli, prete, archivista e archeologo italiano (Capua, n. 1825 - † 1895)
- Gabriele Laureani, presbitero, letterato e bibliotecario italiano (Roma, n. 1788 - Roma, † 1849)

## Principi(1)
- Gabriele del Belgio, principe belga (Anderlecht, n. 2003)

## Produttori cinematografici(1)
- Gabriele Crisanti, produttore cinematografico, regista e sceneggiatore italiano (Roma, n. 1935 - Roma, † 2010)

## Psichiatri(1)
- Gabriele Buccola, psichiatra e psicologo italiano (Mezzojuso, n. 1854 - Torino, † 1885)

## Psicologi(1)
- Gabriele Calvi, psicologo, imprenditore e politico italiano (Brescia, n. 1925 - Milano, † 2015)

## Rapper(1)
- Diss Gacha, rapper italiano (Avigliana, n. 2001)

## Registi(7)
- Gabriele Albanesi, regista, sceneggiatore e produttore cinematografico italiano (Roma, n. 1978)
- Gabriele Cazzola, regista e autore televisivo italiano (Bologna, n. 1953)
- Gabriele Cipollitti, regista italiano (Pescina, n. 1954)
- Gabriele Mainetti, regista, attore e compositore italiano (Roma, n. 1976)
- Gabriele Muccino, regista e sceneggiatore italiano (Roma, n. 1967)
- Gabriele Pignotta, regista e attore italiano (Roma, n. 1977)
- Gabriele Salvatores, regista e sceneggiatore italiano (Napoli, n. 1950)

## Registi teatrali(1)
- Gabriele Vacis, regista teatrale, drammaturgo e sceneggiatore italiano (Settimo Torinese, n. 1955)

## Religiosi(4)
- Gabriele Bucci, religioso italiano (Carmagnola, n. 1430 - Carmagnola, † 1497)
- Gabriele dell'Addolorata, religioso e mistico italiano (Assisi, n. 1838 - Isola del Gran Sasso d'Italia, † 1862)
- Gabriele Moreno Locatelli, religioso e pacifista italiano (Canzo, n. 1959 - Sarajevo, † 1993)
- Gabriele Sartori, religioso e militare italiano (Pedemonte, n. 1901 - Gura, † 1990)

## Rugbisti a 15(5)
- Gabriele Brussolo, rugbista a 15 italiano (Treviso, n. 1985)
- Gabriele Cicchinelli, rugbista a 15 italiano (Roma, n. 1990)
- Gabriele Morelli, rugbista a 15 italiano (Montichiari, n. 1988)
- Gabriele Pierini, rugbista a 15 italiano (Gubbio, n. 1991)
- Gabriele Signore, rugbista a 15 italiano (Lecce, n. 1987)

## Sassofonisti(2)
- Gabriele Coen, sassofonista, clarinettista e flautista italiano (Roma, n. 1970)
- Gabriele Comeglio, sassofonista, arrangiatore e direttore d'orchestra italiano (Mortara, n. 1960)

## Schermidori(2)
- Gabriele Cimini, schermidore italiano (Pisa, n. 1994)
- Gabriele Magni, ex schermidore italiano (Pistoia, n. 1973)

## Sciatrici(1)
- Gabriele Berghofer, sciatrice e atleta austriaca (Austria, n. 1963)

## Sciatrici alpine(4)
- Gabriele Huemer, ex sciatrice alpina austriaca (n. 1964)
- Gabriele Papp, ex sciatrice alpina austriaca (n. 1971)
- Gabriele Rainer, ex sciatrice alpina austriaca
- Gabriele Weber, ex sciatrice alpina austriaca

## Scrittori(7)
- Paolo Agaraff, scrittore e autore di fantascienza italiano (Ancona, n. 1969)
- Gabriele Capodilista, scrittore e viaggiatore italiano (Padova, † 1477)
- Gabriele Clima, scrittore italiano (Milano, n. 1967)
- Gabriele D'Annunzio, scrittore, poeta e drammaturgo italiano (Pescara, n. 1863 - Gardone Riviera, † 1938)
- Gabriele Del Grande, scrittore, giornalista e regista italiano (Lucca, n. 1982)
- Gabriele Parenti, scrittore, regista e giornalista italiano (Buti, n. 1947)
- Gabriele Alberto Quadri, scrittore, poeta e insegnante svizzero (Capriasca, n. 1950 - Capriasca, † 2025)

## Scrittrici(2)
- Gabriele Reuter, scrittrice tedesca (Alessandria d'Egitto, n. 1859 - Weimar, † 1941)
- Gabriele Wohmann, scrittrice tedesca (Darmstadt, n. 1932 - Darmstadt, † 2015)

## Scultori(3)
- Gabriele Ambrosio, scultore italiano (Torino, n. 1844 - Torino, † 1918)
- Gabriele di Battista, scultore e architetto italiano (Como - Palermo, † 1505)
- Gabriele Caliari, scultore italiano (Verona)

## Showgirl e showman(1)
- Gabriele Corsi, showman, conduttore televisivo e conduttore radiofonico italiano (Roma, n. 1971)

## Slittiniste(1)
- Gabriele Kohlisch, ex slittinista e ex bobbista tedesca (Karl-Marx-Stadt, n. 1963)

## Storiche(1)
- Gabriele Hammermann, storica tedesca (Düsseldorf, n. 1962)

## Storici(3)
- Gabriele De Rosa, storico, politico e scrittore italiano (Castellammare di Stabia, n. 1917 - Roma, † 2009)
- Gabriele Pepe, storico italiano (Monopoli, n. 1899 - Roma, † 1971)
- Gabriele Ranzato, storico italiano (Roma, n. 1942)

## Storici dell'arte(1)
- Gabriele Finaldi, storico dell'arte e museologo britannico (Londra, n. 1965)

## Storici della letteratura(1)
- Gabriele Muresu, storico della letteratura italiano (Comelico Superiore, n. 1943)

## Tastieristi(1)
- Gabriele Lorenzi, tastierista italiano (Livorno, n. 1942)

## Teologi(2)
- Gabriele Bonomo, teologo, matematico e filosofo italiano (Nicosia, n. 1694 - Palermo, † 1760)
- Gabriele Gualdo, teologo italiano (Vicenza, n. 1659 - Padova, † 1743)

## Tiratori a volo(1)
- Gabriele Rossetti, tiratore a volo italiano (Firenze, n. 1995)

## Trombettisti(1)
- Gabriele Cassone, trombettista italiano (Udine, n. 1959)

## Tuffatori(1)
- Gabriele Auber, tuffatore italiano (Trieste, n. 1994)

## Umanisti(4)
- Gabriele Barrio, umanista e storico italiano (Francica - Francica)
- Gabriele Concoregio, umanista e letterato italiano (Milano)
- Gabriele Faerno, umanista e scrittore italiano (Cremona, n. 1510 - Roma, † 1561)
- Gabriele Paveri Fontana, umanista e letterato italiano (Piacenza, n. 1420 - Milano, † 1490)

## Velisti(1)
- Gabriele Bruni, velista italiano (Palermo, n. 1974)

## Velociste(3)
- Gabriele Becker, ex velocista tedesca (n. 1975)
- Gabriele Löwe, ex velocista tedesca orientale (Dresda, n. 1958)
- Gabi Rockmeier, ex velocista tedesca (Moosburg an der Isar, n. 1973)

## Velocisti(1)
- Gabriele Salviati, velocista italiano (Bologna, n. 1910 - † 1987)

## Vescovi cattolici(5)
- Gabriele Cesano, vescovo cattolico italiano (Pisa, n. 1490 - Saluzzo, † 1568)
- Gabriele Malaspina, vescovo cattolico italiano († 1359)
- Gabriele Mana, vescovo cattolico italiano (Marene, n. 1943)
- Gabriele Marchesi, vescovo cattolico e missionario italiano (Incisa in Val d'Arno, n. 1953)
- Gabriele del Monte, vescovo cattolico italiano († 1597)

## Vescovi cristiani orientali(7)
- Gabriele VIII di Alessandria, vescovo cristiano orientale egiziano (Egitto - Egitto, † 1603)
- Gabriele VII di Alessandria, vescovo cristiano orientale egiziano (Manfalut - Egitto, † 1570)
- Gabriele VI di Alessandria, vescovo cristiano orientale egiziano (Egitto - Egitto, † 1474)
- Gabriele V di Alessandria, vescovo cristiano orientale egiziano (Egitto - Egitto, † 1427)
- Gabriele IV di Alessandria, vescovo cristiano orientale egiziano (Egitto - Egitto, † 1378)
- Gabriele II di Alessandria, vescovo cristiano orientale egiziano (Egitto, † 1145)
- Gabriele III di Alessandria, vescovo cristiano orientale egiziano

## Vescovi ortodossi(1)
- Gabriele Severo, vescovo ortodosso e teologo greco (Malvasia, n. 1541 - Lesina, † 1616)

## Senza attività specificata(4)
- Gabriele di Borbone-Spagna, spagnolo (Portici, n. 1752 - San Lorenzo de El Escorial, † 1788)
- Gabriele Lorenzoni, ex politico italiano (Rieti, n. 1987)
- Gabriele Maria Visconti, italiana (n. 1385 - † 1408)
- Gabriele Wittek, veggente, scrittrice e saggista tedesca (Wertingen, n. 1933 - † 2024)